# Pallavolo ai II Goodwill Games - Torneo maschile
Il II Campionato di pallavolo maschile ai Goodwill Games si è svolto dal 31 luglio al 5 agosto 1990 a Seattle, negli Stati Uniti d'America. Al torneo hanno partecipato 8 squadre nazionali e la vittoria finale è andata per la prima volta all'Italia.

## Squadre partecipanti
- Argentina
- Brasile
- Cuba
- Francia
- Italia
- Paesi Bassi
- Stati Uniti
- Unione Sovietica

## Gironi
| Girone A                          | Girone B                                     |
| --------------------------------- | -------------------------------------------- |
| Argentina Cuba Italia Paesi Bassi | Brasile Francia Stati Uniti Unione Sovietica |

## Fase finale

### Finali 1º e 3º posto
|  | Semifinali       | Semifinali       | Semifinali       |                  |        | Finale 1º/2º posto | Finale 1º/2º posto | Finale 1º/2º posto |  |
|  |                  |                  |                  |                  |        |                    |                    |                    |  |
|  | Italia           | Italia           | 3                |                  |        |                    |                    |                    |  |
|  | Italia           | Italia           | 3                |                  |        |                    |                    |                    |  |
|  | Stati Uniti      | Stati Uniti      | 1                |                  |        |                    |                    |                    |  |
|  | Stati Uniti      | Stati Uniti      | 1                |                  | Italia | Italia             | 3                  |                    |  |
|  |                  |                  |                  |                  | Italia | Italia             | 3                  |                    |  |
|  |                  |                  | Unione Sovietica | Unione Sovietica | 1      |                    |                    |                    |  |
|  | Unione Sovietica | Unione Sovietica | Unione Sovietica | Unione Sovietica | 1      | 3                  |                    |                    |  |
|  | Unione Sovietica | Unione Sovietica |                  |                  |        | 3                  |                    |                    |  |
|  | Cuba             | Cuba             | 2                |                  |        | Finale 3º/4º posto | Finale 3º/4º posto | Finale 3º/4º posto |  |
|  | Cuba             | Cuba             | 2                |                  |        |                    |                    |                    |  |
|  |                  |                  |                  |                  |        |                    |                    |                    |  |
|  |                  |                  |                  |                  |        | Cuba               | Cuba               | 3                  |  |
|  |                  |                  |                  |                  |        | Cuba               | Cuba               | 3                  |  |
|  |                  |                  |                  |                  |        | Stati Uniti        | Stati Uniti        | 0                  |  |

### Finali 5º e 7º posto
|  | Semifinali  | Semifinali  | Semifinali |         |             | Finale 5º/6º posto | Finale 5º/6º posto | Finale 5º/6º posto |  |
|  |             |             |            |         |             |                    |                    |                    |  |
|  | Francia     | Francia     | 3          |         |             |                    |                    |                    |  |
|  | Francia     | Francia     | 3          |         |             |                    |                    |                    |  |
|  | Argentina   | Argentina   | 2          |         |             |                    |                    |                    |  |
|  | Argentina   | Argentina   | 2          |         | Paesi Bassi | Paesi Bassi        | 3                  |                    |  |
|  |             |             |            |         | Paesi Bassi | Paesi Bassi        | 3                  |                    |  |
|  |             |             | Francia    | Francia | 2           |                    |                    |                    |  |
|  | Paesi Bassi | Paesi Bassi | Francia    | Francia | 2           | 3                  |                    |                    |  |
|  | Paesi Bassi | Paesi Bassi |            |         |             | 3                  |                    |                    |  |
|  | Brasile     | Brasile     | 0          |         |             | Finale 7º/8º posto | Finale 7º/8º posto | Finale 7º/8º posto |  |
|  | Brasile     | Brasile     | 0          |         |             |                    |                    |                    |  |
|  |             |             |            |         |             |                    |                    |                    |  |
|  |             |             |            |         |             | Brasile            | Brasile            | 3                  |  |
|  |             |             |            |         |             | Brasile            | Brasile            | 3                  |  |
|  |             |             |            |         |             | Argentina          | Argentina          | X                  |  |

## Classifica finale
| Classifica | Squadre          |
| ---------- | ---------------- |
|            | Italia           |
|            | Unione Sovietica |
|            | Cuba             |
| 4          | Stati Uniti      |
| 5          | Paesi Bassi      |
| 6          | Francia          |
| 7          | Brasile          |
| 8          | Argentina        |